# Zielonokłań
Zielonokłań (lit. Žaliaklonis) − kolonia na Litwie, w okręgu wileńskim, w rejonie solecznickim, w gminie Gierwiszki. W 2011 roku liczyła 3 mieszkańców.